# 极速前进23
《极速前进23》（The Amazing Race 23），是CBS的流行真人競賽節目《极速前进》的第二十三季。本季繼續有十一對有各種既定關係的參賽隊伍，為最終大獎——一百萬美元進行環球旅行競賽。
第二十三季將會在美國東岸時間2013年9月29日晚上八時在CBS上首播，播出十一集後於2013年12月8日完季（最後一集為兩小時連播）。
本季延续了上一季第一赛段获胜的队伍将获得两张迅速通关卡（Express Pass），但不同的是其中一张迅速通关卡交给另一支队伍的期限延长到第五赛段结束前。
比赛最终由情侣Jason & Amy 获得冠军，并赢得一百万美元。
香港無綫電視明珠台於2014年7月10日起逢星期四、五晚上8時30分播放此節目。

## 比賽結果
因為可能要增刪一些資料，此列表並不一定會完全反映所有播映版本的內容。下表列出的隊員關係為節目拍攝時期的狀態，關係描述為官方版本。下表列出了所有參賽隊伍的比賽結果，以排名順序列出。
| 隊伍              | 關係        | 分段比賽成績 | 分段比賽成績 | 分段比賽成績 | 分段比賽成績 | 分段比賽成績 | 分段比賽成績 | 分段比賽成績 | 分段比賽成績 | 分段比賽成績 | 分段比賽成績 | 分段比賽成績 | 分段比賽成績 | 路障完成情况         |
| 隊伍              | 關係        | 1 1          | 2            | 3            | 4            | 5            | 6ƒ           | 7            | 8            | 9            | 10           | 11           | 12           | 路障完成情况         |
| ----------------- | ----------- | ------------ | ------------ | ------------ | ------------ | ------------ | ------------ | ------------ | ------------ | ------------ | ------------ | ------------ | ------------ | -------------------- |
| Jason & Amy       | 情侣        | 8th          | 5th          | 2nd          | 2nd          | 2nd          | 5th5         | 2nd          | 2nd          | 3rd          | 1st          | 2nd          | 1st          | Jason 6, Amy 7       |
| Tim & Marie       | 前情侣      | 1st          | 8th          | 8th          | 5th          | 1stε         | 4th          | 4th          | 3rd⊃         | 2nd          | 2nd          | 1st          | 2nd          | Tim 6, Marie 7       |
| Nicole & Travis   | 急诊室夫妻  | 2nd2         | 4th          | 1st          | 3rd          | 3rd          | 1st          | 3rd          | 1stə⊃        | 4th          | 3rd          | 3rd          | 3rd          | Nicole 7, Travis 6   |
| Leo & Jamal       | 表兄弟      | 7th          | 2nd3         | 6th          | 4th          | 6th⊂⊃        | 3rd          | 1st          | 4th⊂         | 1st6         | 4th          | 4th          |              | Leo 6, Jamal 6       |
| Ally & Ashley     | NHL冰球宝贝 | 6th          | 7th          | 7th          | 7th          | 7th          | 6th          | 5th          | 5th          | 5th          |              |              |              | Ally 4, Ashley 6     |
| Nicky & Kim       | 棒球人妻    | 5th          | 9th          | 3rd          | 8th          | 4th          | 2nd          | 6th          | 6th⊂         |              |              |              |              | Nicky 5, Kim 4       |
| Tim & Danny       | 好友        | 9th          | 6th          | 4th          | 6th          | 5th⊃         | 7th          |              |              |              |              |              |              | Tim 3, Danny 4       |
| Brandon & Adam    | 儿时好友    | 10th         | 3rd          | 5th          | 1st          | 8th⊂         |              |              |              |              |              |              |              | Brandon 2,Adam 4     |
| Chester & Ephraim | 前NFL队员   | 4th          | 1st          | 9th4         |              |              |              |              |              |              |              |              |              | Chester 2, Ephraim 1 |
| Rowan & Shane     | 喜剧演员    | 3rd          | 10th         |              |              |              |              |              |              |              |              |              |              | Rowan 2, Shane 1     |
| Hoskote & Naina   | 父女        | 11th         |              |              |              |              |              |              |              |              |              |              |              | Hoskote 1, Naina 1   |

- 紅：該隊已被淘汰。
- 綠ƒ：該隊贏得「通行證」（Fast Forward）；而附有ƒ的賽程號碼表示雖然該賽段有通行證但並無隊伍選擇使用。
- 紫ε：該隊於賽段中使用「迅速通關卡」（Express Pass）。洋紅ə：該隊於賽段中使用，獲另一隊給予的第二張「迅速通關卡」。
- 下線藍：該隊最後抵達非淘汰提示站，他們須在下賽段接受「減速障礙」（Speed Bump）任務。
- 棕⊃或青⊃：該隊為兩隊中，使用「雙重迴轉」（Double U-turn）之其中一隊隊伍；⊂或⊂是被指定迴轉的队伍。
- 斜體粉的賽程號碼：該賽段提示站並無設強制休息時段，隊伍被指示立即進入下一賽段繼續比賽，而本賽段的首名隊伍照常獲賽段獎項。

1. ^  第一赛段有兩個路障而沒有繞道，因此每位隊員都需要完成一個路障。
2. ^  Nicole & Travis原本是第一隊到達該中繼站的隊伍，但由於在前往該中繼站時乘搭了的士，因此被罰30分鐘。Tim & Marie在罰時途中抵達中繼站，使得Nicole & Travis的名次跌至第二名。
3. ^ Leo & Jamal原本是第一隊到達該中繼站的隊伍，但由於他们没有支付车钱，所以他们要回去支付车钱。Chester & Ephraim在Leo & Jamal在支付车钱期间到达了中继站，使得Leo & Jamal的名次跌至第二名。
4. ^ Chester & Ephraim遭遇了多班班机延误，致使其他队伍都完成了该赛段了他们还没到里斯本。当他们到达里斯本机场时，Phil在机场告诉他们其他队伍都已到达中继站并宣布他们被淘汰。
5. ^ Jason & Amy原本想要完成通行证任务。但由于风太大而放弃，从而导致该通行证无人认领。
6. ^ Leo & Jamal由于睡过头，因此他们和Ally & Ashley同时出发。

## 每集標題語錄
每集標題通常引用自參加者說過的話。
1. "We're Not in Oklahoma No More" –Tim
2. "Zip It, Bingo" –Marie
3. "King Arthur Style" – Jason
4. "Beards in the Wind" –Brandon
5. "Get Our Groove On" –Adam
6. "Choir Boy at Heart" –Leo and Jamal
7. "Speed Dating Is the Worst" –Ally
8. "One Hot Camel" –Ashley
9. "Part Like the Red Sea" –Ashley
10. "Cobra in My Teeth" –Tim
11. "Amazing 'Crazy' Race" –Jamal

## 獎勵
- 第一段 - 兩張迅速通關卡
- 第二段 - 特克斯和凯科斯群岛双人游
- 第三段 - 哥斯达黎加双人游
- 第四段 - 每人5000美元
- 第五段 - 夏威夷双人游
- 第六段 - 安圭拉双人游
- 第七段 - 巴黎双人游
- 第八段 - 可以任选两辆福特Eco-Boost系列汽车
- 第九段 - 每人7500美元
- 第十段 - 坎昆双人游
- 第十一段 - 阿鲁巴双人游
- 第十二段 - 一百万美元

## 旅程
美国 →  智利 →   葡萄牙 →  挪威 →  波蘭 →  奥地利 →  阿联酋 →  印度尼西亞 →  日本 →  美国

## 賽段摘要

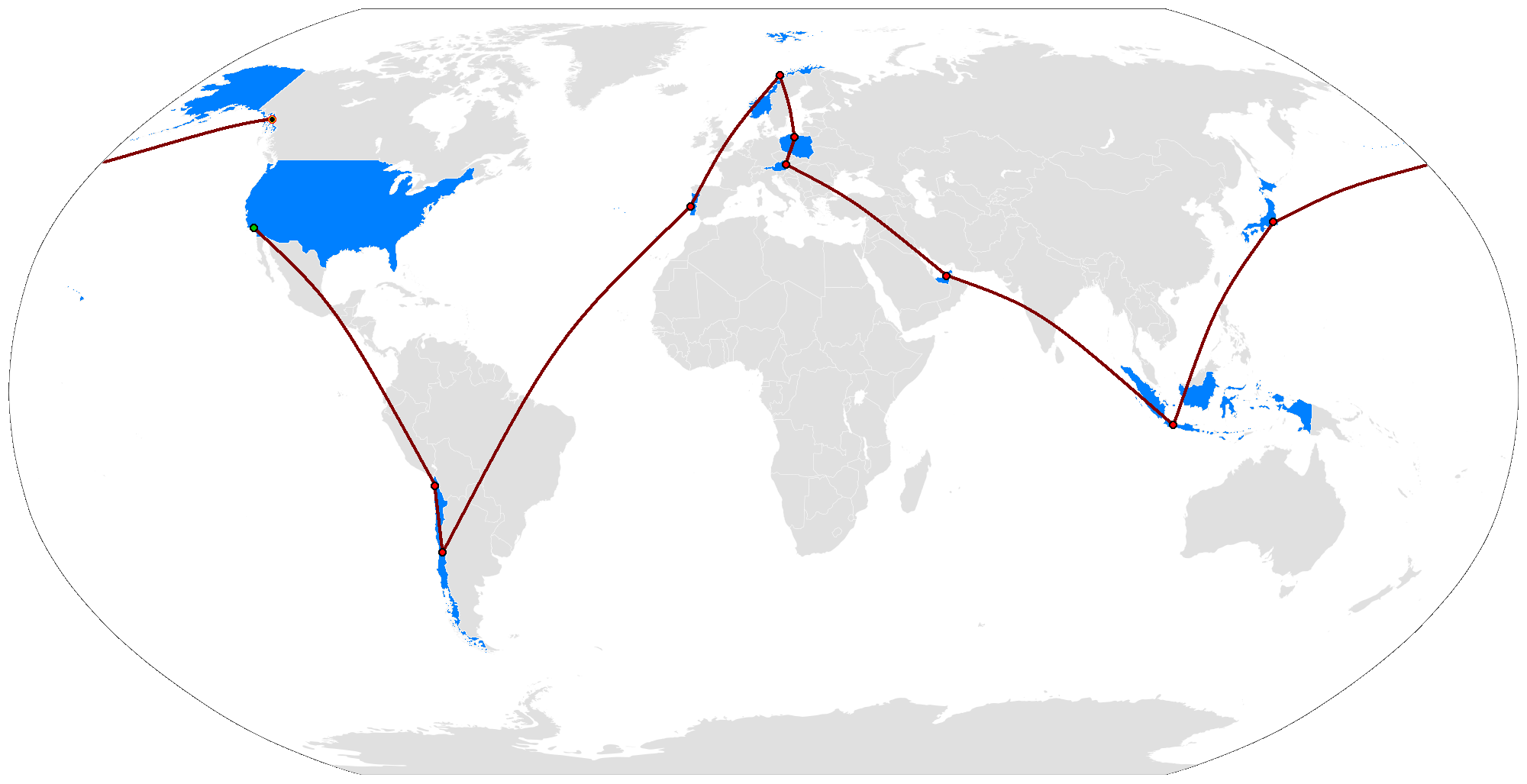
第二十三季路線圖

### 第一段（美國 → 智利）
- 美國，加利福尼亞州 ，聖塔克拉利塔 (旋律牧场电影制片厂)（起點線）
- 洛杉磯（洛杉磯國際機場）到 智利伊基克（迭戈·阿拉塞纳國際機場）
- 艾杜何柏斯 (Zona de Parapentes)[AT1]
- 伊基克（普拉特碼頭 Muelle Prat）
- 伊基克（伊基克市立剧院）

起点线任务：队伍要进入福特C-MAX Energi混合动力车，利用Ford Sync系统输入指定的电话号码从而获得下一条线索。
第一個路障：一名队员要乘坐出租车跟着与滑翔伞教练一起滑翔的队友到达海滩。当两名队员会合后，就能获得下一条线索。
第二個路障：没有做第一个路障的队员，要划着船在众多渔船里找到指定三艘渔船的其中一艘并在该渔船上收集5条鱼，之后再划着船回到码头将鱼挂在板上从而获得下一条线索。
附加任务
[AT1]：到达伊基克后，队伍要前往Alto Hospicio的Zona de Parapentes找到在起点给他们线索的人 -- 希弗尔（Javier），就能获得下一条线索。

### 第二段（智利）
- 伊基克（埃斯美拉达号护卫舰博物馆）[AT1]
- 塔拉帕卡大区（阿塔卡马沙漠-Irlanda 3 road sign)
- 伊基克(Rodoviario巴士总站) 到 圣地亚哥（圣博尔哈巴士总站）
- 圣地亚哥（武器广场）
- 圣地亚哥（灵魂瀑布自然保护区）

绕道：选手要选择“开採”或“浸泡”任一任务，在开始两项任务前，队伍要骑车前往盐矿。
- 在“开採”（Mining）中，队伍要用锤子砸开石盐，直到找到里面藏有下一条线索的。

- 在“浸泡”（Brining）中，队伍要将一袋袋盐加入一池子水里，一旦他们躺在池子里浮起来并能阅读报纸，就能获得下一条线索。

路障：一名队员要先给等候在擦鞋摊的顾客擦鞋，然后将擦鞋摊按照指定要求全部收起来并推着它前往储存区就能获得下一条线索。
附加任务
[AT1]：根据埃斯美拉达号护卫舰博物馆贴出的线索，队伍要知道奥图罗·普拉特在在他的船沉没前说出了一句话("¡Al abordaje, muchachos!"西班牙语跟我来，小伙子们)。之后队伍要将这句话复述给船长就能获得下一条线索。
没播出任务：在灵魂瀑布自然保护区，队伍要通过滑索跨越Maipo River前往中继站。

### 第三段（智利 → 葡萄牙）
- 圣地亚哥（阿图罗·梅里诺·贝尼特斯准将国际机场）到 葡萄牙里斯本（里斯本机场）
- 里斯本（马丁·莫尼士广场）[AT1]
- 里斯本（国家马车博物馆）
- 里斯本 (Monsanto Forest Park -  葡萄牙射击会)
- 辛特拉 (摩尔人堡)

绕道：选手要选择“瓷片”或“里数”任一任务。
- 在“瓷片”（Tiles）中，队伍要前往Fábrica Sant'Ana将人物瓷砖拼图拼在一起并将其立起来。一旦全部拼对就能获得下一条线索。

- 在“里数”（Miles）中，队伍要前往发现者纪念碑北面的广场，用巨型圆规测量麦哲伦航行到10个目的地的总里程数。一旦误差在500英里内就能获得下一条线索。

路障：一名队员先穿上骑士服装，然后用床弩射中远处的其中一个盾牌。射中后，骑士会将该盾牌交给队员盾牌上就有下一条线索。
附加任务
[AT1]:到达里斯本后，队伍要前往马丁·莫尼士广场，搭乘有轨电车到太阳门观景台，从一位正在唱法朵的女孩获得一幅画。画上的马车指引队伍前往国家马车博物馆，找到该马车就能获得下一条线索。

### 第四段（葡萄牙 → 挪威）
- 里斯本（里斯本机场）到 挪威博德（博德机场）
- 博德（博得轮渡码头）到 罗弗敦群岛，斯沃尔韦尔（斯沃尔韦尔轮渡码头）[AT1]
- 亨宁斯韦尔（渔民棚屋）[AT2]
- Vestvågøy（Lofotr Viking Museum - 维京长屋）

绕道：选手要选择“吊鱼头”或“捶鳕鱼”任一任务。
- 在“吊鱼头”(Hang Your Heads)中，队伍要串起六捆(每捆10个)鱼头，然后用推车送往指定风干架将其挂上，之后就能获得下一条线索。
- 在“锤鳕鱼”(Hammer of the Cods)中，队伍要从巨大的风干架取下15对晒干的鳕鱼。之后用木槌敲打鳕鱼从而制作鱼干，当他们做好的鱼干(不含鱼骨)在称重时达到一公斤时就能获得下一条线索。

路障：一名队员要在亨宁斯韦尔桥穿上潜水服一跃而下并松开装置入水，之后游向下一条线索并游回等候的硬体充气艇。
附加任务
[AT1]：队伍完成绕道后，队伍要前往Svolvær Havn – 罗弗敦探索家，并乘坐硬体充气艇前往亨宁斯韦尔的渔民棚屋就能获得下一条线索。
[AT2]：队伍完成路障后，队伍会回到岸边然后选择一辆福特Ranger货斗车，将它和装着巨石的橇车连在一起并拖行一段距离，之后队员要在先前橇车停放的区域找到下一条线索和一袋金币。

### 第五段（挪威 → 波兰）
- 斯沃尔韦尔（斯沃尔韦尔轮渡码头）到 特隆赫姆（特隆赫姆港）
- 特隆赫姆（特隆赫姆瓦尔内斯机场）到 波兰格但斯克（格但斯克莱赫·瓦文萨机场）
- 格但斯克（格但斯克列宁造船厂 - 团结广场）
- 格但斯克（黃金城门）[AT1]
- 格但斯克（中世纪港口老起重机）[AT2]
- 格但斯克（Przymorze's Falowiec）
- 索波特 (索波特码头)

绕道：队伍要选择“摆姿势”或“波尔卡舞”任一任务。
- 在“摆姿势”(Pose)中,队伍要前往长广场的尼普顿喷泉雕像，然后穿上相应的服装复制其在喷泉上的站姿从而吸引游客前来付费，一旦赚够75兹罗提(约合人民币150元)就能获得下一条线索。
- 在“波尔卡舞”(Polka)中，队伍要前往「旧市政廳」，穿上服装学习这种传统舞蹈并表演一遍，得到满意后就能获得下一条线索。

路障：一名队员进入公寓后，根据所提供的地址找到该居室，在那里屋主会给队员吃传统甜点--「波兰冬甩」（Pączki），直到咬开里面是蔷薇果馅的就能获得下一条线索。如果咬开里面没有，则要前往下一家继续寻找。
附加任务
[AT1]：无论完成哪个绕道任务，队伍要继续穿着相应的服装完成该赛段。
[AT2]：在港口老起重机，队伍要找到回转牌旁的吊车工头就能获得下一条线索。

### 第六段（波兰 → 奥地利）
- 格但斯克(格但斯克中央车站) 到 奥地利维也纳(迈徳灵火车站)
- 维也纳(维也纳国家歌剧院)[AT1]
- 維也納(奧嘉登宮)
- 维也纳(美泉宫 - 树篱迷宫)[AT2]
- 维也纳(美泉宫 - 凯旋门)

通行證：隊伍要前往多瑙河塔，在天氣允許的條件下每名隊員要從500英尺高的蹦極臺上一躍而下，當他們回到地面後就能獲得通行證。
绕道：队伍要选择“排列吊灯”或“化妆舞会”任一任务。
- 在“排列吊灯”(Light Brigade) 中，隊伍要裝扮成宮廷僕人去組裝一盞複雜的水晶吊燈，得到管家的滿意後就能獲得下一條線索。否則該水晶燈將會在他們面前被摔碎。
- 在“化妝舞會”（Masquerade）中，隊伍要先選擇一對面具並戴上，然後進入人人都戴著面具的舞池，他們要在裡面找到戴有相同面具的一對舞者，找到後就能獲得下一條線索。

路障：一名队员要加入维也纳少年合唱团，学习用德语演唱舒伯特的《鳟鱼》并表演一遍，得到满意后就能获得下一条线索。
附加任务
[AT1]：在維也納國家歌劇院，隊伍要找到弄臣，他會把隊伍帶到服裝部從而獲得下一條線索。
[AT2]：到達美泉宮後，隊伍要前往樹籬迷宮在裡面找到下一條線索。

### 第七段（奥地利 → 阿联酋）
- 维也纳(维也纳国际机场) 到 阿联酋阿布扎比(阿布扎比国际机场)
- 阿布扎比(谢赫扎耶德大清真寺)[AT1]
- 阿布扎比(伊朗市場 Irani Souk)
- 阿布扎比(艾爾班特碼頭 Al Bandar Marina)[AT2]
- 亚斯岛(亚斯岛码头)
- 亚斯岛(亚斯码头赛道领奖台)

绕道：队伍要选择“挑出来”或“编出来”任一任务。
- 在“挑出来”(Sort it Out)中，队伍要在众多的枣里找出正确的，然后按照示例摆放在盘子里，全部摆放正确后就能获得下一条线索。
- 在“编出来”(Sew it Up)中，队伍要用所提供的材料制作一张传统渔网，得到船长的满意后就能获得下一条线索。

路障：一名队员要在亚斯总督酒店绳降至亚斯码头赛道，然后搭乘赛车在赛道上高速飞驰。在途中，队员要在众多写有车手名字和其在阿布扎比大奖赛单圈成绩的牌子里找到维特尔1:40.279的牌子。当车停在维修区后，队员要将该车手和他所用的时间告诉工作人员就能获得下一条线索。
附加任务
[AT1]：在进入谢赫扎耶德大清真寺之前，按照宗教礼仪女选手需要穿上传统服装--abaya。
[AT2]：到达「艾爾班特碼頭」後，队伍要搭乘游艇前往亚斯岛码头，而下一条线索就在码头上。

### 第八段（阿联酋）
- 亚斯岛（亚斯码头赛道）[AT1]
- 艾哈特姆沙漠[AT2]
- 艾因（艾因绿洲-艾因国立博物馆）[AT3]
- 艾因（贾希里城堡-塔楼）
- 艾因，Ain al-Fayda（河道冒险乐园）
- 杰布哈菲特山（美居大酒店）

绕道：队伍要选择“婚礼嘉宾”或“选美皇后”任一任务。
- 在“婚礼宾客”（Wedding Guests）中，队伍要搜集原料按照要求制作一道传统的仪式佳肴 --machbūs之后把它带到烹饪站。当厨师认为准备好后，队伍就要将已经做好佳肴端给宾客们就能获得下一条线索。
- 在“选美比赛”（Beauty Contest）中，队伍要在众多选美骆驼里找到符合要求的骆驼，之后队伍要为它打扮一下并牵着它去见裁判。如果选择正确，就能获得下一条线索。

路障：一名队员要进入充气艇里在教练的帮助下与激流对抗，在途中队员要抢下三面不同颜色的旗帜，之后就能获得下一条线索。
减速带：队伍要跳下波浪池并横穿过去，一旦她们在不被冲走的情况下成功游到对岸就可继续前进。
附加任务
[AT1]：队伍要在车库里找到福特探险家汽车，然后用第四赛段获得的金币按照布袋上的图案顺序摆放之后。把金币翻过来就是他们打开车门的密码。
[AT2]：在艾哈特姆沙漠，队伍要驾驶沙滩车沿着标记进入沙漠里找到下一条线索。
[AT3]：在艾因绿洲，队伍要将车停在艾因国立博物馆。然后前往椰枣林，让当地人爬到树顶帮助他们获得下一条线索。

### 第九段（阿联酋 → 印度尼西亚）
- 亚斯岛（阿布扎比亚斯总督酒店）（赛段起点）
- 阿布扎比（阿布扎比国际机场） 到  印度尼西亚万隆（万隆国际机场）
- Cileunyi(公羊竞技场 Cikapandang Village Ram Arena)[AT1]
- 兰查克(兰查克火车站) 到 万隆(万隆火车站)
- 万隆（昂格隆音乐学院 Saung Angklung Udjo）
- Lembang（博斯查天文台）

绕道：队伍要选择“服侍大象”或“服侍小鸟”任一任务。
- 在“服侍大象”（For the Elephants）中，队伍要先前往一座市集，然后拿八个西瓜，两串香蕉，一打红薯和五根甘蔗。之后将其运到动物园用手推车送到大象那里喂食就能获得下一条线索。
- 在“服侍小鸟”（For the Birds）中，队伍要前往一家市场拿两只里面有桃面爱情鸟的鸟笼，然后拿着鸟笼前往鸟歌场将鸟笼挂在上面并让里面的鸟儿歌唱。当评委评分后就能获得下一条线索。

路障：一名队员要正确组装印尼传统乐器--昂格隆，一旦组装好的昂格隆能准确奏出完整的八个音节就能获得下一条线索。
附加任务
[AT1]：在「公羊竞技场」，隊伍要从卡车上卸下两头羊，然后带着他们前往竞技场。当两头羊撞头后，队伍要将其带回卡车上才能获得下一条线索。

### 第十段（印度尼西亚）
- 巴隆邦（斯华岡印达基地 Ciwangun Indah Camp，CIC）[AT1]
- Subang（杜马斯火山口 Kawah Domas Crater）
- Cisarua（基玛希瀑布）

路障：一名隊員需要先拿60个鸡蛋，然后乘坐轻便摩托到覆舟火山的火山泉中煮熟十二个雞蛋。當队员认为煮透了就要回去检验，一旦切开来全部煮熟就能獲得下一條線索。
绕道：隊伍要選擇“給拍檔上妝”或“翻嫩葉”任一任务。
- 在“給拍檔上妝”（Paint Your Partner）中，隊伍需要在没有鏡子的梳妆台前去幫彼此打扮成傳統的爪哇新娘，當化妆師覺得能出嫁時就能獲得下一條線索。
- 在“翻嫩葉”（Turn Over a New Leaf）中，隊伍需要打扮成當地茶農並在梯田茶園中尋找一把採茶剪刀，找到後就能獲得下一條線索。

附加任務
[AT1]：在「斯华岡印达基地」（CIC），隊伍需要吃下20釐米（7.9英寸）的烤眼鏡王蛇肉。吃完後隊伍便能獲得下一條線索。
未播出任务：在路障后，队伍会被指引到覆舟火山的Kawah Ratu crater。

### 第十一段（印度尼西亚 → 日本）
- 万隆（万隆国际机场） 到 日本东京（成田国际机场）
- 世田谷区（豪德寺）
- 新宿（新宿中央公园） [AT1]
- 澀谷（金王八幡宮）

绕道：隊伍要選擇“打保龄”或“打电话”任一任务。
- 在“打保龄”(Knock It Down)中，队伍要从电视台门口拿四个保龄球瓶到节目现场并放在最后一排，然后穿上游戏服装分别轮流坐在气垫上将不远处的保龄球瓶击倒。一旦一名队员将球瓶全部击倒就能获得下一条线索。
- 在“打电话”(Call It Up)中，一名队员要先潜入满是金鱼的公共电话亭里并拨打指定的电话号码从而听见一句话（Welcome to Tokyo. Wasabi taberu.）然后将原话转述给队友。其队友则要将这句话转述给评审就能获得下一条线索。

路障：一名队员要根据提供的示例去组装一个机器人模型，一旦获得工程师的认可就能获得下一条线索。
减速带：队伍要变身动物管理员，用捕网和其他管理员一起将一头逃跑的犀牛抓住。之后就可继续前进。
附加任务
[AT1]：完成路障后，队伍要前往涉谷繁忙的十字路口，找到一台移动的自动售卖机就能获得下一条线索。

### 第十二段（日本 → 美国）
- 东京（成田国际机场）到 美国，阿拉斯加州，朱诺（朱诺国际机场）
- 道格拉斯岛（道格拉斯岛港口）[AT1]
- Mendenhall Valley（Grizzly Bar）[AT2]
- 朱诺（蓝苺山径）[AT3]
- 朱诺（北道格拉斯公路尽头 – Outerpoint Trail）

路障：一名队员要搭乘越野飞机升至高空，然后将手中的一袋面粉投掷到作有标记的地方。一旦投中就能获得下一条线索。
附加任务
[AT1]：在道格拉斯岛港口，队伍要搭乘快艇到Grizzly Bar就能获得下一条线索。
[AT2]：完成路障后，队伍到搭乘直升机前往Norris Glacier，然后跟着向导前往冰川，之后队伍用破冰斧头在众多信封里找到下一条线索。找到后队伍要走下河岸，用皮划艇划至作有标记的小岛就能获得下一条线索。
[AT3]：在「蓝苺山径」，队伍要将写有他们到达过国家货币单位的图腾柱拼接起来并按照他们比赛时到达的顺序排列，之后就可以得到通往终点的线索。
正确答案：比索（智利），欧元（葡萄牙），克朗（挪威），兹罗提（波兰），欧元（奥地利），迪拉姆（阿联酋），盾（印尼），日元（日本），美元（美国）

## 外部連結
- 官方网站

1. ↑  .   [2014-07-06]. （原始内容存档于2014-07-09）.